# Турборедуктор
Турборедуктор — редуктор, що працює в режимі високого швидкісного (частотного) навантаження. Середній діапазон частот обертання валів-шестерень турборедуктора 15—80 тис. об/хв. Діапазон навантажень 30—90 МВт. Високі навантаження висувають особливі вимоги до матеріалу та зумовлюють особливості конструкцій турборедукторів.

## Особливості конструкції
Матеріали — високоміцні леговані сталі.
Підшипники — різні типи підшипників ковзання або (в особливих випадках) інші, здатні витримати високі навантаження.

## Області застосування
Переважно установки для стиснення газу та газових сумішей, а також робота в режимі генератора на стислих газах та сумішах в авіаційній та космічній техніці, компресорах, при транспортуванні газів, у генераторах, випробувальних стендах та ін.

## Виробники
- Voith Turbo BHS Getriebe GmbH
- MAN Turbo AG
- Renk AG
- Allen Gears
- Flender-Graffenstaden
- Lufkin
- Maag Gear
- Siemens AG